# Kirjat Šlomo
Kirjat Šlomo (hebrejsky קריית שלמה, doslova „Šlomovo město“, v oficiálním přepisu do angličtiny Qiryat Shelomo, přepisováno též Kiryat Shlomo, rovněž nazýváno Merkaz Ce'adim, מרכז צעדים) je terapeutická komunita a obec v Izraeli, v Centrálním distriktu.

## Geografie
Leží v nadmořské výšce 28 metrů v hustě osídlené a zemědělsky intenzivně využívané pobřežní nížině, respektive Šaronské planině. Západně od vesnice prochází vádí Nachal Rišpon.
Obec se nachází nedaleko vesnice Charucim, 4 kilometry od břehu Středozemního moře, cca 20 kilometrů severoseverovýchodně od centra Tel Avivu a 5 kilometrů severně od města Ra'anana. Kirjat Šlomo obývají Židé, přičemž osídlení v tomto regionu je etnicky převážně židovské.
Kirjat Šlomo je na dopravní síť napojen pomocí lokální silnice číslo 551, jež ústí východně od obce do severojižní dálnice číslo 4.

## Dějiny
Kirjat Šlomo byl založen v roce 1945. V současnosti jde o terapeutické centrum pro drogové závislé ve formě komunity. V blízkosti je nemocniční komplex.
K 31. prosinci 2014 zde žilo 308 lidí. Během roku 2014 populace stoupla o 36,7 %.
| Rok            | 1983 | 1995 | 2012 | 2013 | 2014 |
| -------------- | ---- | ---- | ---- | ---- | ---- |
| Počet obyvatel | 128  | 103  | 237  | 225  | 308  |